# Charaxes dyscrita
Charaxes dyscrita är en fjärilsart som beskrevs av Van Son 1979. Charaxes dyscrita ingår i släktet Charaxes och familjen praktfjärilar. Inga underarter finns listade i Catalogue of Life.